# Amanzia
Amanzia – rodzaj wymarłego dinozaura, zauropoda z grupy Eusauropoda.
Pozostałości zwierzęcia odnalezione zostały na północnym zachodzie Szwajcarii, w Moutier. Znajdowały się pośród skał formacji Reuchenette, datowanej na późnojurajski kimeryd. Prócz Amanzia dokonano tam odkryć zębów teropodów oraz szczątków krokodylomorfów. Znalezione skamieniałości pozwalają opisać Amanzia jako niewielkiego zauropoda, nie osiągającego długością więcej niż 10 m.
Skamieniałości znaleziono w latach 60. XIX wieku. W następnej dekadzie Sealey ukuł nazwę rodzajową Ornithopsis, choć zwierzę porównywał raczej do pterozaurów. Dopiero w latach 20. kolejnego wieku podjęto próbę klasyfikacji szwajcarskich skamieniałości, zaliczając je do tego właśnie rodzaju i zarazem nadając im nazwę naukową Ornithopsis greppini. Pomysł ten nie ostał się, gatunek przeniesiono do rodzaju cetiozaurysk, utworzonego przez von Huene w 1927. Schwarz i współpracownicy w 2020 dokonali ponownego opisu materiału. Wśród cech odróżniających go od pokrewnych taksonów badacze podali cechy kręgów, a także kształt i proporcje kości kruczej, ramiennej i udowej. Na tej podstawie doszli do wniosku, że różnice między zbadanymi przez siebie kośćmi a tymi należącymi do Cetiosauriscus stewarti są zbyt wyraźne, by oba gatunki zaliczać do tego samego rodzaju. W efekcie zadecydowali o przeniesieniu tego pierwszego do nowego rodzaju, którego nazwali Amanzia, pragnąc w ten sposób upamiętnić szwajcarskiego paleontologa Amanza Gressly'ego, wyszczególniając jego zasługi jako wprowadzenie do geologii terminu facja oraz odkrycie pierwszego szwajcarskiego dinozaura w 1856.